# Індіанська пустельна оглядова вежа
Індіанська пустельна оглядова вежа (англ. Desert View Watchtower, Indian Watchtower at Desert View) — 21 метрова кам'яна будівля, розташована на південному краю Великого каньйону в межах Національного парку Гранд-Каньйон в штаті Аризона, США.

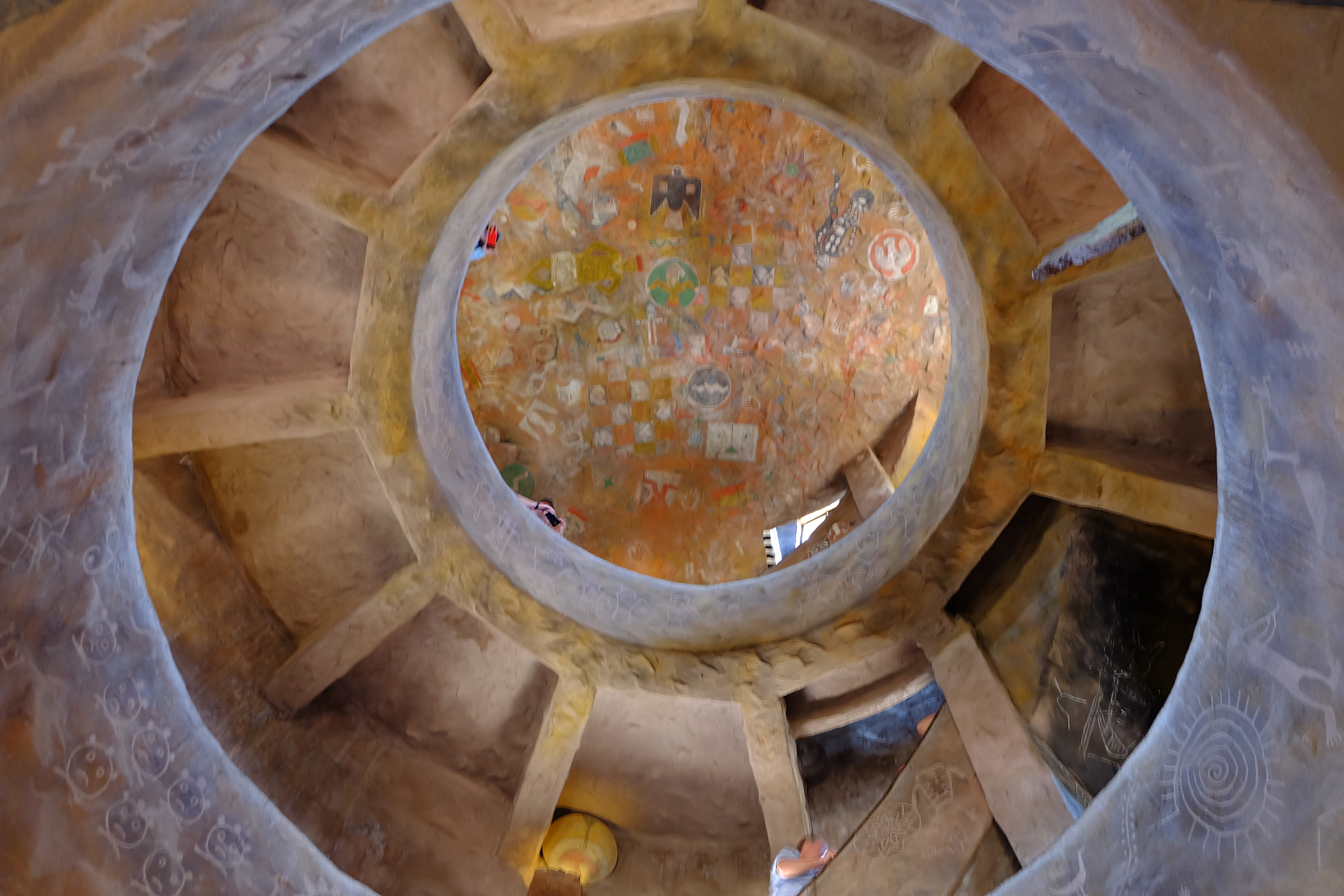
Внутрішній вигляд з другого поверху.

Вежа розташована більш ніж в 20 милях (32 км) на схід від Ґранд-Каньйон-Вілледж у бік східного входу в парк. Чотириповерхова споруда, завершена в 1932 році, була спроєктована американським архітектором Мері Колтер, співробітницею компанії Fred Harvey Company, яка також створила та спроєктувала багато інших будівель в околицях Гранд-Каньйону, включаючи Відпочинок відлюдника та Оглядову студію. Інтер'єр містить фрески Фреда Каботі.